# Let's Wait Awhile
Singles de Janet Jackson
Control
(1986) Diamonds
(1987)
Pistes de Control
He Doesn't Know I'm Alive
(7) Funny How Time Flies (When You're Having Fun)
(9)
Let's Wait Awhile est le 5e single extrait de l'album Control de la chanteuse américaine Janet Jackson, il est sorti le 6 janvier 1987 et contient en face B, la chanson Pretty Boy (album Dream Street) ou un remix de Nasty, selon les pays. Le single s'est classé numéro 2 au Billboard Hot 100 et numéro 1 au Hot R&B/Hip-Hop Songs. Let's Wait Awhile a été écrit par James Harris III, Terry Lewis, Janet Jackson et Melanie Andrews. Cette chanson a fait l'objet d'un clip, réalisé par Dominic Sena, tournée à New York.

## Accueil

### Critique
Pour William Ruhlmann, Let's Wait Awhile est une ballade douce. Ed Hogan en fait une critique à part, estimant que la chanson se démarque du « vernis funky » de What Have You Done for Me Lately, Nasty et Control. Eric Henderson de Slant Magazine dit : « Ils ont complètement écarté combien son hésitation tremblante entre parfaitement dans cet hymne à l'abstinence ».

## Résumé du clip
Quand Janet Jackson et son petit ami (joué par l'acteur et l'artiste martial Taimak Guarriello) sortent pour une nuit romantique sur la ville, son petit ami veut finir la soirée en prenant leur relation une étape plus loin, mais Janet Jackson veut attendre jusqu'à ce qu'ils soient les deux prêts.

## Track listings
U.S. 45 tours single
A. Let's Wait Awhile (Remix) – 4:30
B. Pretty Boy – 6:32
UK and Européen 45 tours single
A. Let's Wait Awhile (Remix) – 4:30
B. Nasty (Cool Summer Mix Part 1 - Edit) – 4:10
UK Maxi 45 tours single
A1. Let's Wait Awhile (Remix) – 4:30
A2. Nasty (Cool Summer Mix Part 1) – 7:57
B1. Nasty (Cool Summer Mix Part 2) – 10:09
UK 45 tours single – édition limitée picture disc
A. Let's Wait Awhile (Remix) – 4:30
B. Nasty (Cool Summer Mix Part 1 - Edit) – 4:10
C. Nasty (Edit of Remix) – 3:40
D. Control (Edit) – 3:26

## Compléments